# Doom (группа)
Doom (с англ. — «гибель») — британская хардкор-панк группа из Бирмингема. Группа оказала высокое влияние на формирование краст-панка. Также является одним из родоначальников грайндкора.

## История

### Начало
Группа Doom появилась в 1987 году и называлась The Subverters (с англ. — «Подрывники») с Джоном Пикерингом (бас/вокал), Бри Думом (гитара) и Джейсоном Ходжесом (ударные). После замены Джейсона на нового барабанщика, Мика Харриса, было принято решение поменять название на Doom.
В этом составе группа дала несколько концертов в жанре кроссовер-метала, после чего Бри и Джон решили, что это не то направление, в которое группа должна была развиваться. Они изменили своё звучания, уйдя от метала в сторону краст-панка и ди-бита, вдохновившись Discharge. В это время Пикеринг решил полностью сконцентрироваться на своём вокале, а Пит Нэш занял место басиста в группе. Тогда же Харрис покинул группу, а на его место пришёл Тони «Стик» Дикенс. В этом составе группа начала репетиции в середине 1987.

### 1987—1990
В этот период небольшой лейбл Peaceville Records, начинавший тогда свою работу, услышав о Doom, предложил им поучаствовать в сборнике A Vile Peace. Doom записали в студии лейбла своё первое демо 28 августа 1987 года. Из-за того, что Нэш сломал запястье перед началом записи, басист Джим Уитли (участник Napalm Death и Ripcord fame) заменил его на записях. Всего было записано три песни, две из которых появились в сборнике A Vile Peace.
После записи демо, работники Peaceville Records предложили Doom записать LP. Демо War is Big Business было записано 27 ноября 1987 года и распространялось на кассетах во время концертов. В феврале 1988, Doom записали свой дебютный альбом War Crimes (Inhuman Beings) из 21 песни на студии «Rich Bitch». Всё это время группа регулярно выступала в Великобритании. Следующее демо Domesday также было записано.
В конце 1988 года Бри сообщил, что покидает группу. Однако, он остался на достаточный срок, чтобы записать сплит-LP Bury the Debt — Not the Dead (со шведской группой No Security). В то же время был записан EP Police Bastard. Также Doom были приглашены на запись двух выступлений для BBC Radio One. Бри покинул группу в апреле 1989 после завершения тура по Европе.
Doom продолжили существование постоянно меняя гитаристов, самым заметным среди них считается Дейв Талбот, сооснователь британской дум-метал группы Solstice, в которой играл с вокалистом Sore Throat, Ричем Уокером. В этом составе группа играла вплоть до выпуска сплита в августе 1990 года. В следствии кончины группы, Пикеринг создал Cain, после Police Bastard, пока барабанщик Стик и басист Нэш играли в Extreme Noise Terror.

### 1990е
Группа воссоединилась в 1992 с ранним составом из Бри, Джоном, Питом и Стиком. Они провели тур в Японии и записали несколько новых песен. Это оказалась последняя запись в этом составе. В это время Doom практически распались, однако Бри и Стик решили продолжить с двумя новыми участниками. Новыми участниками стали вокалист Том Крофт из Genital Deformities и басист Пол «Молл» Маллен. В новом составе группа записала сплит-EP с Hiatus, но вскоре Пол покинул группу, а на замену ему пришёл басист Скут из Largactyl.
В этом составе был записан EP Doomed to Extinction с Extinction of Mankind, двойной LP Fuck Peaceville и EP Hail to Sweden. Также этот состав появился в Videodoom видео на MCR, записанном во время Европейского тура в 1994.
Тур по скандинавским странам был проведён в сентябре 1995 года, однако Скут не смог в нём участвовать из-за домашних проблем, его заменил Крис Гаскойн из Blood Sucking Freaks, после тура он занял место второго гитариста. Том Крофт также покинул группу прямо перед туром, из-за чего его заменил Уэйн Саутворт, также из Blood Sucking Freaks. Во время тура был записан EP Monarchy Zoo на лейбле Sunlight Studios.
Группа, теперь состоящая из Стика, Бри, Уэйна и Криса, записала новый LP Rush Hour of the Gods в июне 1996.

### 2000е
18 марта 2005 года Уэйн Саутворт, вокалист Doom, был найден мёртвым у себя дома. Причиной смерти стал эпилептический припадок.
Группа сыграла в клубе 1 in 12 в Брадфорде, Англия в последний раз, в память о Уэйне Саутворте.
В 2013 году Doom совершили свой первый тур по Канаде и выпустили новую песню Stripped, Whipped & Crucified, Part I из их готовящегося LP Corrupt Fucking System для сборника 25 Years of Crust на лейбле Moshpit Tragedy.
В 2015, Doom были в туре по Южной Америке, на концерте в Чили началась давка, в результате чего 5 человек погибло.

## Участники

### Нынешний состав
- Брайан «Бри Дум» Талбот — гитара (1987—1989, 1992—2005, 2010-н.в.)
- Тони «Стик» Диккенс — ударные (1987—1990, 1992—2005, 2010-н.в.)
- Майкл «Скут» Гладок — бас (1992—1995, 1995—2005, 2010-н.в); гитара (1995)
- Денис Бордман — вокал (1995—2000, 2010-н.в.); гитара(1995—2000)

### Концертный состав
- Джим Уитли — бас (1988)

### Бывшие участники
- Джон Пикеринг — вокал(1987—1990, 1992); бас (1987); гитара (1989—1990, 1992).
- Карл Уиллеттс — вокал (1988)
- Пол Халмшоу — вокал (1989)
- Том Крофт — вокал (1992—1995)
- Уэйн Саутворт — вокал(1995—2005; погиб в 2005)
- Дэвид Талбот — гитара (1989)
- Пит Нэш — бас, вокал (1987—1990, 1992)
- Пол «Молл» Маллен — бас (1992)
- Крис Гаскойн — бас (1995)
- Энди Ирвинг — бас (2004—2005)
- Джейсон Ходжес — ударные (1987)
- Мик Харрис — ударные (1987)
- Давид «Снедь» Снеддон — ударные

## Дискография

### Альбомы
- War Crimes (Inhuman Beings) LP (1988, Peaceville Records)
- Bury the Debt — Not the Dead split LP w/ No Security (1989, Peaceville Records)
- The Greatest Invention LP/CD (1993, Vinyl Japan)
- Pro-Life Control split LP/CD w/ Selfish (1994, Ecocentric Records)
- Rush Hour of the Gods LP/CD (1996, Flat Earth)
- World of Shit LP/CD (2001, Vinyl Japan)
- Corrupt Fucking System LP (2013, Black Cloud)

### EP/Демо-записи
- War is Big Business Demo Tape (1987, discarded tapes)
- Police Bastard 7-inch (1989, Profane Existence)
- Lost the Fight 7-inch (1993, Flat Earth/Nabate)
- Doomed to Extinction split 7-inch w/ Extinction of Mankind (1994, Ecocentric Records)
- Hail to Sweden 7-inch (1995, Pandora’s Box)
- Pissed Robbed & Twatted — Live in Slovenia 7-inch (1996, Nuclear Sun Punk)
- Monarchy Zoo 7-inch/CD EP (1996, Vinyl Japan)
- split 10-inch w/ Cress (1998, Flat Earth)
- Consumed to Death (2015, Black Cloud)

### Сборники/Переиздания
- Total Doom CD (1989, Peaceville Records) Jon Pickering (vocals); Bri (guitar); Peter Nash (bass guitar); Stick (drums).
- Doomed from the Start LP/CD (1992, Vinyl Japan)
- Fuck Peaceville 2xLP/CD (1995, Profane Existence)
- Peel Sessions CD (1996, Vinyl Japan)
- Doomed Again (2012, Agipunk)
- 25 Years of Crust Digital Sampler (2013, Moshpit Tragedy)

### Концертные альбомы
- Live in Japan 7-inch (1992, Ecocentric Records)
- Back & Gone Double Live CD & DVD Live video (2006, MCR)

### Участие в сборниках
- A Vile Peace LP (1987, Peaceville Records)
- Hardcore Holocaust (The 87-88 Peel Sessions) LP (1988, Strange Fruit Records)
- Spleurk! LP (1988, Meantime Records)
- Volnitza: The Worst of the 1 in 12 Club Vol. 6/7 2×LP (1989, 1 in 12 Records)
- Hardcore Holocaust II LP/tape (1990, Strange Fruit Records)
- Vile Vibes CD — (1990, Peaceville Records)
- Hardcore Resistance Tape (1991, Heed the Ball!)
- Endless Struggle: The Worst of the 1 in 12 Club vol. 12/13 2×LP (1995, 1 in 12 Records)
- Gay Pride 7-inch (1995, Rugger Bugger Records)
- Aftermath LP/CD (1999, Aftermath Records)